# Angels of Love
 (juillet 2020).
Si vous disposez d'ouvrages ou d'articles de référence ou si vous connaissez des sites web de qualité traitant du thème abordé ici, merci de compléter l'article en donnant les références utiles à sa vérifiabilité et en les liant à la section « Notes et références ».
Albums de Yngwie Malmsteen
Perpetual Flame
(2008) Relentless
(2010)
Angels Of Love est une compilation d'Yngwie Malmsteen, mais fait aussi figure d'album à part entière. 
Sur les dix titres qui composent ce disque, seul un est nouveau, tandis que les autres proviennent des anciens disques d'Yngwie. Plutôt que de faire une compilation toute simple, Malmsteen a réenregistré de manière dépouillée huit compositions, chansons ou instrumentaux. Il les a rejoué à la guitare acoustique avec un fond orchestral. Sorrow est l'unique titre qui n'a pas bénéficié d'une nouvelle jeunesse : il s'agit du même titre étendu par duplication d'une partie, avec un fond de clavier. Il est fort probable qu'Yngwie ait fait ce disque par amour pour sa femme, car elle déteste le hard-rock. Lorsqu'il lui avait fait écouter la chanson Winds Of War (Invasion) en 2004 (album Unleash the Fury) pour lui demander son avis, elle lui a juste demandé de rajouter une partie au début dans le but de la faire pleurer, d'où la présence d'un passage acoustique non prévu à l'origine. Le but serait donc de pouvoir proposer un disque que sa femme puisse enfin entièrement écouter.

## Titres
1. Forever One (4 min 49 s)
2. Like An Angel (6 min 05 s)
3. Crying (6 min 02 s)
4. Brothers (6 min 00 s)
5. Memories (4 min 09 s)
6. Save Our Love (6 min 18 s)
7. Ocean Sonata (nouveau titre) (6 min 14 s)
8. Miracle Of Life (4 min 31 s)
9. Sorrow (2 min 52 s)
10. Prelude To April (4 min 41 s)

- Notes :
  - 1,4,9 : version originale sur The Seventh Sign (1994)
  - 2 : version originale sur Facing the Animal (1997)
  - 3 : version originale sur Trilogy (1986)
  - 5 : version originale sur Odyssey (1988)
  - 6 :version originale sur Eclipse (1990)
  - 8 : version originale sur War to End All Wars (2000)
  - 10 : version originale sur Concerto Suite For Electric Guitar & Orchestra In Eb Minor, Opus I - Millenium

## Musiciens
- Yngwie Malmsteen : tous les instruments / production
- April Malmsteen : direction artistique / coproducteur
- Michael Troy Abdallah : claviers additionnels